# Bettws (City of Newport)
Bettws (walisisch: Betws) ist ein Stadtteil der südwalisischen Großstadt Newport in der gleichnamigen Principal Area City of Newport mit dem Status einer Community. Beim Zensus 2011 hatte diese 7606 Einwohner.

## Geographie
Bettws ist ein nordwestlicher Außenbezirk der Stadt Newport, die Siedlung liegt auf etwa halber Strecke zwischen dem Stadtzentrum und der nördlich gelegeneren Stadt Cwmbran auf gut 50 Metern überm Meeresspiegel. Die Gegend um Bettws ist bereits weniger dünn besiedelt als das Stadtzentrum, um den Stadtteil Bettws herum liegt recht viel unbesiedeltes Land. Wenige Hundert Meter östlich von Bettws liegt der Stadtteil Malpas, gut einen Kilometer südwestlich der Stadtteil Rogerstone. Das mehr oder weniger ein ovales Siedlungsbild abgebende Bettws wird vom Bettws Brook durchflossen, der nahe der Grenze zwischen Bettws und Malpas in den Malpas Brook fließt. Dort befindet sich auch der Monmouthshire Canal, eine Teilstrecke des Monmouthshire and Brecon Canals. Nordwestlich und südlich der Siedlung Bettws umfasst die Community auch noch Umland, in dem neben verstreuten Bauernhöfen vor allem Wiesen und Wälder liegen.
Verwaltungsgeographisch ist Bettws als eigene Community Teil der City of Newport, einer Principal Area. Dabei liegt die Community im Norden der Principal Area, an der Nordgrenze von Bettws befinden sich bereits die zu Torfaen gehörende Communities Henllys und Llantarnam. Wahlkreisgeographisch ist Bettws Teil des britischen Wahlkreises Newport West beziehungsweise von dessen walisischem Pendant.

## Geschichte
Die Kirche St Davis in Bettws wurde wahrscheinlich vor dem Jahre 1350 errichtet, mindestens seit dem 16. Jahrhundert ist Bettws auch eine eigene Gemeinde. Lange Zeit war es aber nur ein kleines Dörfchen, das sehr von der Landwirtschaft geprägt war und über Jahrhunderte hinweg nur wenige dutzend Einwohner hatte. Nach dem Zweiten Weltkrieg suchten regionale Behörden nach Möglichkeiten, um Neubausiedlungen zu errichten, um den kriegsbedingten Wohnungsmangel auszugleichen. Durch die Lage nahe Newport und dem M4 motorway rückte das kleine Bettws ins Interesse der Planer. Trotz einiger Probleme wie der geographischen Lage auf eher hügligem Terrain entschloss man sich schließlich, tatsächlich eine Neubausiedlung in Bettws zu bauen. Insbesondere junge Familien zogen nach Bettws, nachdem die Neubausiedlung ab Oktober 1961 nach und nach fertiggestellt wurde.
Das kleine Dörfchen mit nicht einmal 200 Einwohnern hatte binnen weniger Jahre eine Bevölkerung von mehreren tausend Menschen. Trotz der zunächst suboptimalen Anbindung ans Verkehrsnetz und den anfangs nicht vorhandenen Freizeitmöglichkeiten war Bettws wegen der modernen Neubauten und der großen, anhängenden Gartenanlagen beliebt. In den späten 1960ern und 1970ern wurden dann auch Freizeitmöglichkeiten sowie Bildungseinrichtungen erbaut. Zu dieser Zeit gehörte sie zu den größten Neubausiedlungen Europas. Im Laufe der Zeit entwickelte sich die Siedlung aber immer mehr zu einem sozialen Brennpunkt; in den 2010ern gehörte Bettws zu den ärmsten Siedlungen im Vereinigten Königreich und hatte eine recht hohe Jugendkriminalität. Trotz der damit einhergehenden negativen Berichterstattung wurde auch der enge Gemeinschaftssinn der Siedlung hervorgehoben.
Einwohnerzahlen
| Jahr      | 1801 | 1811 | 1821 | 1831 | 1841 | 1851 | 1861 | 1871 | 1881 | 1891 | 1901 | 1911 | 1921 | 1931 | 1941 | 1951 | 1961 | 1971 | 1981 | 1991 | 2001 | 2011 |
| --------- | ---- | ---- | ---- | ---- | ---- | ---- | ---- | ---- | ---- | ---- | ---- | ---- | ---- | ---- | ---- | ---- | ---- | ---- | ---- | ---- | ---- | ---- |
| Einwohner | 106  | 94   | 76   | 95   | 90   | 87   | 84   | 83   | 86   | 107  | 79   | 92   | 94   | 106  | ?    | 166  | 157  | ?    | ?    | ?    | ?    | 7606 |

## Infrastruktur
Bettws besitzt drei Kirchen sowie drei Grundschulen und eine High School. Zudem hat Bettws eine eigene Stadtteilbücherei südlich des Zentrums. In einem Multifunktionskomplex nördlich des Zentrums befindet sich neben einer weiteren Bücherei unter anderem ein Ärztehaus, eine Polizeiwache und ein Postamt. Zudem hat Bettws einen eigenen Rugby-Union-Verein namens Bettws RFC. Ferner besitzt der Stadtteil Sportplätze, Spielplätze und Parkanlagen, zusätzlich zum grünen Umland der Stadt. Die wichtigste Parkanlage liegt südöstlich der Stadt, wird vom Malpas Brook durchflossen und umfasst die beiden Teiche Woodstock Pool und Morgans Pool.

## Verkehr
Durch Bettws verlaufen eigene regionale Straßen, die allerdings von keiner großen Bedeutung sind. Allerdings sind sie Zubringer zur wichtigeren A4051 road, die östlich von Bettws auf einer Nord-Süd-Achse verläuft, sowie zum südlich Bettws verlaufenden M4 motorway. Darüber hinaus ist Bettws an das innerstädtische Busnetz von Newport angebunden.

## Bauwerke
Die Community hat vier Bauwerke, die auf die Statutory List of Buildings of Special Architectural or Historic Interest gesetzt wurden. Allesamt stehen sie im Zusammenhang mit dem Monmouthshire Canal: Es handelt sich um drei Brücken über ihn und ein Äquadukt, mit dem dieser den Malpas Brook überquert.

## Söhne und Töchter
- Gareth David-Lloyd (* 1981), Schauspieler und Prog-Metal-Sänger

Persönlichkeiten mit Verbindung nach Bettws
- Jon Lilygreen (* 1987), Sänger, wuchs hier auf und lebt hier